# MP-82

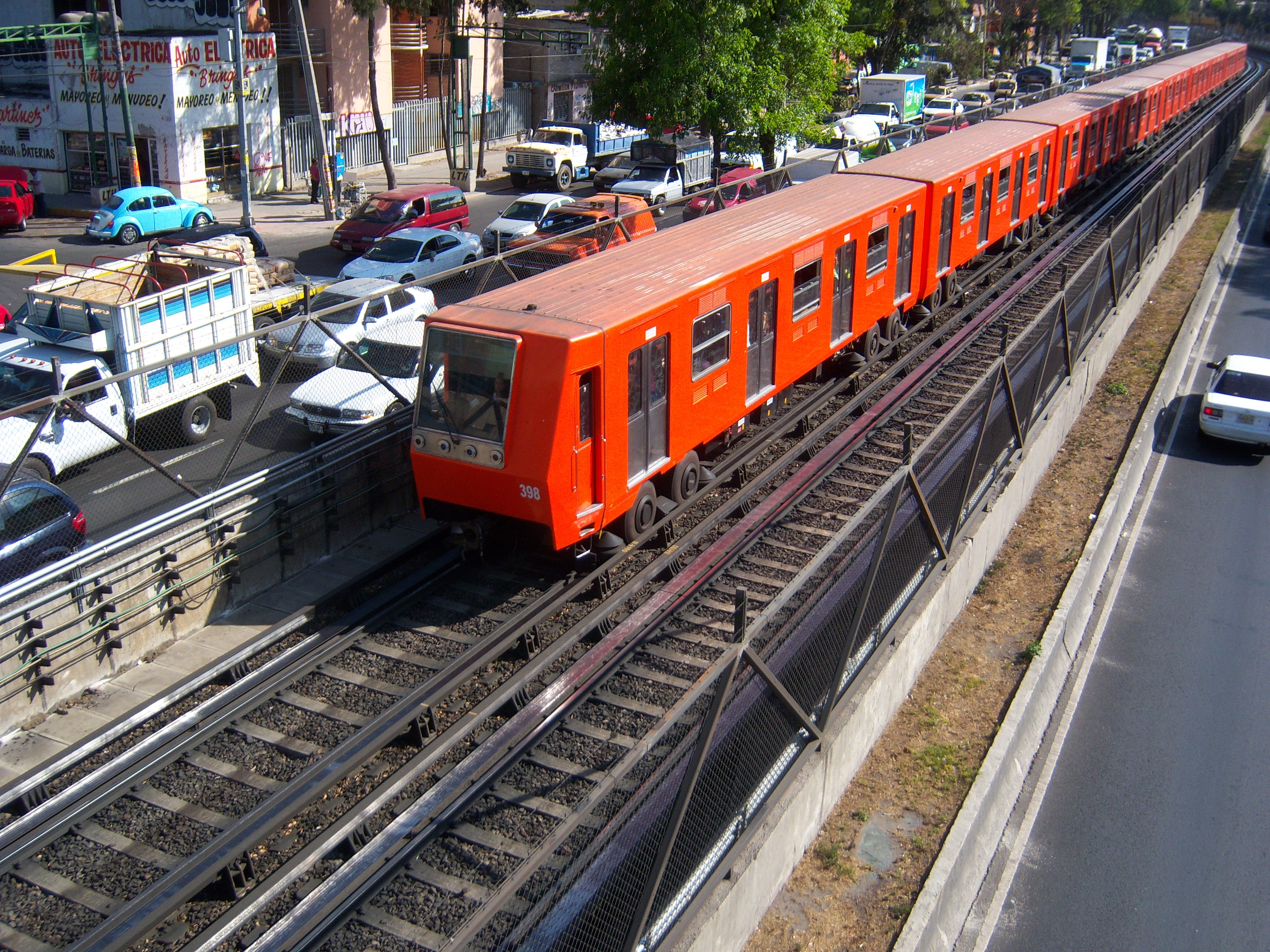
Trem MP-82 na linha 8 do metro da Cidade do México

O MP-82 (Matériel roulant sur Pneumátique 1982) é um modelo de trem do metrô na Cidade do México, é o quarto modelo da rede da frota de veículos eo segundo modelo fabricado pela francesa Alstom, sob a MP-68, é também descendente do MP 73 do Metrô de Paris, embora seu corpo foi construído semelhante aos trens já existia no momento em que o Metro da Cidade do México. Eles chegaram no México, em 1985, e foram colocados em serviço em linhas 1,3 e 7 e em 1994, foram incorporadas à linha 8 que foi inaugurado em agosto do mesmo ano, sendo trens submetidos a fiabilizacion.
Eles estão atualmente mantida depois de 25 anos de serviço, tem o interior como o NM-79 no amarelo e cal assentos verdes que circulam na linha 8. Um trem desse modelo foi reabilitado por técnicos do STC Metro e foi mostrado em um altar de mortos no Zocalo, atualmente em serviço com dois trens pintados como FE-07. Recentemente trens MP-82 foram alteradas no interior, alterando a posição de seus assentos e pintadas por dentro branco, além de substituir o piso do vagão, compartilhando o esquema de pintura da FE-07 no exterior.
Atualmente Alstom mantém um programa de renovação de componentes elétricos e eletrônicos de tração bogies cujos trens tais foram substituídas por unidades de body boarding pneus inteligentes com tração AC.
Motor de Série. M0358 ao M0407.